# Patate (pièce de théâtre)
Pour les articles homonymes, voir Patate.
Patate est une pièce de théâtre de Marcel Achard créée au théâtre Saint-Georges en 1957. Elle est restée six ans à l'affiche après sa création. 

## Argument
Léon Rollo, inventeur désargenté se rend avec son épouse chez Noël Carradine afin de solliciter un prêt important afin de pouvoir exploiter sa nouvelle invention. Carradine et Rollo se connaissent depuis l'enfance mais ne s'estiment guère, le premier se plaisant à surnommer son ancien camarade du sobriquet de « Patate ». Après lui avoir fait subir une attente humiliante, Carradine après plusieurs tergiversations finit par consentir ce prêt mais en en modifiant profondément les conditions. Les époux Rollo apprennent par la suite que leur fille adoptive Alexa est la maîtresse de Noël. Léon jubile y voyant là matière à vengeance...

## Distribution de la création
- Pierre Dux : Léon Rollo
- Simone Renant : Édith Rollo
- Sophie Daumier : Alexa Rollo
- Maurice Teynac : Noël Carradine
- Jandeline : Véronique Carradine

- Pierre Huchet : le valet de chambre

Mise en scène : Pierre Dux
Décors : Paul Ackerman

## Autres productions
Tournée  Herbert-Karsenty, 1977-1978 
- Pierre Doris
- Michel Auclair
- Janine Duval
- Régine Blaess
- Emmanuelle Parèze
- Kelvine Dumour

Mise en scène : François Guérin
Décors : Jacques Marillier
Antenne 2, 1982
- Pierre Mondy : Léon Rollo
- Marie Dubois : Édith Rollo
- Clémentine Amouroux : Alexa Rollo
- Michel Duchaussoy : Noël Carradine
- Pascale Audret : Véronique Carradine

- Philippe Dehesdin : le valet de chambre

Mise en scène : Pierre Mondy

## Adaptation cinématographique
- 1964 : Patate de Robert Thomas avec Pierre Dux, Danielle Darrieux, Sylvie Vartan et Jean Marais